# اسلام در گوام
اسلام در جزیره گوام بسیار محدود است و بیشتر مسلمانان در گوام از کشورهای مختلف اسلامی همچون پاکستان، هند و کشورهای عربی مانند مصر و مراکش به این کشور عزیمت کرده‌اند، این در حالیست که فقط یک مسجد در گوام وجود دارد. نام این مسجد، مسجد النور است و در مانیلاو قرار دارد.

## انجمن مسلمانان گوام
انجمن مسلمانان گوام در سال ۱۹۹۰ میلادی تأسیس شد تا نماینده و دانشگاه جامعه اسلامی در گوام باشد. تعداد اعضای این انجمن در حال حاضر نزدیک به پنجاه عضو تخمین زده می‌شود، اگرچه قبلاً تعداد بیشتری عضو این انجمن بوده‌اند و تعداد آنها به صد نفر نیز رسیده بود. این انجمن در احیای مناسبت‌های اسلامی مانند عید فطر و عید قربان اقداماتی را انجام داده و به تبلیغ عمومی اسلام در این جزیره و افزایش ارزش‌های همکاری با سایر مذاهب کمک می‌کند. از اهداف این انجمن، تأمین نیازهای رو به رشد جامعه مسلمانان در گوام بیان شده‌است.
اگرچه عضویت در انجمن مسلمانان زیاد نیست، اما از نظر قومیت و کشور مبدأ متفاوت است. تقریباً همه اعضا شهروند ایالات متحده هستند، اما از کشورهایی چون افغانستان، پاکستان، هند، بنگلادش، سودان، اریتره، مراکش، مصر، اندونزی، مالزی، گوام و ایالات متحده آمریکا سرچشمه گرفته‌اند. اعضا خود را مسلمان اصلی می‌دانند و از پیام جهانی اسلام پیروی می‌کنند.

## مسجد النور
این بنا در مدت سه سال و به دلیل محدودیت‌های بودجه با کندی ساخته شده و در سال ۲۰۰۰ افتتاح گردیده‌است. این مرکز پنج نوب نماز روزانه، نماز جماعت جمعه و خطبه نماز جمعه، کلاس‌های شب جمعه برای کودکان و اجتماعات خانوادگی در یکشنبه‌های متناوب را ارائه می‌دهد. خطبه‌ها به زبان انگلیسی با آیات نقل شده از قرآن به عربی انجام می‌شود. در اوقات خاص مانند ماه رمضان، افطار به صورت سریع و نماز مغرب انجام می‌شود. اعضا انجمن اسلامی گوام، اغلب از این مرکز برای جشن دو عید مسلمان (عید رمضان و عید قربان) استفاده می‌کنند. این انجمن در صورت تشییع جنازه، ازدواج، طلاق و سایر مناسبت‌ها، مسلمانان را در مورد گوام و مراسم مذهبی ارائه می‌دهد.
رهبر سنتی جامعه مسلمان گوام، امام است که انتخاب نمی‌شود اما دانشمندترین فرد جامعه است که نماز مسجد را اقامه می‌کند. امام فعلی مسجد، محمد آس‌مونی (مونی) عبدالله است. در غیاب وی، آگاه‌ترین عضو جامعه وظایف خود را بر عهده می‌گیرد.